# Ломы (Бобруйский район)
Ломы́ (бел. Ламы) — деревня в составе Вишневского сельсовета Бобруйского района Могилёвской области Республики Беларусь.

## Население
- 1999 год — 111 человек
- 2010 год — 74 человека